# Demokratische Juristinnen und Juristen der Schweiz
Demokratische Juristinnen und Juristen der Schweiz (DJS, fr. Juristes Démocrates de Suisse, wł. Guristi e Guriste Democratici Svizzeri) - stowarzyszenie zawodowe skupiające szwajcarskie prawniczki i prawników o lewicowych przekonaniach politycznych.

## Struktura i działalność
Powstał 11 listopada 1978, jego siedziba mieści się w Bernie. Oddziały stowarzyszenia znajdują się w miastach: Bazylea, Genewa, Berno, Lozanna (Vaud), Lucerna (od 1993), Neuchâtel (od 1984), Zurych. 
Obecną przewodniczącą DJS jest Catherine Weber.

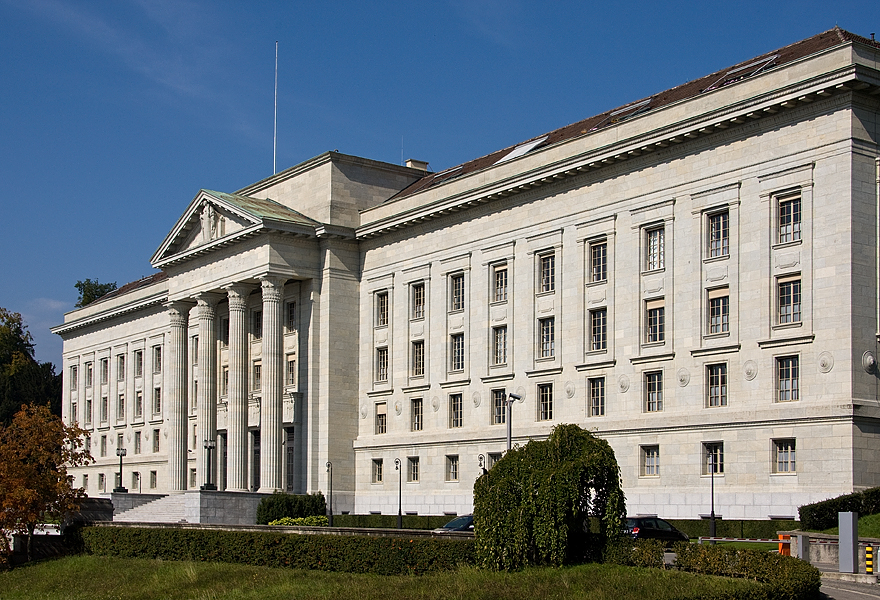
Sąd Najwyższy w Lozannie, gdzie DJS skutecznie wywalczył zmiany w brzmieniu Zürcher Polizeigesetz.

Członkowie DJS regularnią biorą udział w wydarzeniach politycznych i życiu publicznym poprzez działania lobbistyczne i opiniowanie projektów prawodawczych. We wrześniu 2009 przed Sądem Najwyższym w Lozannie oddział DJS kantonu Zurych skutecznie wywalczył zmiany w ustawie policyjnej obowiązującej na obszarze kantonu (Zürcher Polizeigesetz).
DSJ jest członkiem Europejskiego Stowarzyszenia Prawników i Prawniczek na rzecz Demokracji i Praw Człowieka na Świecie (EJDM) - z siedzibą w Paryżu.
W latach 1976–1982 oddział DJS z Bazylei wydawał czasopismo "Volk+Recht".
Od 1983 centrala DJS jest współwydawcą fachowego dwumiesięcznika prawniczego "Plädoyer - das Magazin für Recht und Politik" (fr. Revue Juridique et Politique). Pismo to ukazuje się dzięki współpracy DJS z największym szwajcarskim związkiem zawodowym - Schweizerischer Gewerkschaftsbund (SGB) i wydawane jest w 2 językach: niemieckim oraz francuskim.
Wgląd do akt DJS w Schweizerisches Sozialarchiv jest co do zasady nieograniczony. Wyjątek stanowią akta dotyczące obronności państwa, na wgląd do których musi wyrazić zgodę zarząd DJS.
Dokumenty stowarzyszenia sporządzane są w 4 językach: niemieckim, francuskim, angielskim i hiszpańskim. Nie sporządza się ich natomiast ani w języku włoskim ani retoromańskim, mimo ich urzędowego statusu w Szwajcarii.